# Elsa Warburg
Elsa Marianne Warburg, född 9 april 1886 i Stockholm, död 30 mars 1953 i Uppsala, var en svensk paleontolog.
Warburg var dotter till köpmannen Siegfried Warburg och Ellen Josephson, samt syster till Anna Warburg. Hon blev filosofie kandidat 1908 och filosofie licentiat 1920. Perioden 1910–1926 tjänstgjorde hon som amanuens vid mineral-geologiska institutionen vid Uppsala universitet. År 1925 utnämndes hon där till filosofie doktor och docent i paleontologi och historisk geologi. Hon uppehöll professuren i detta ämne under ett flertal år.
Warburgs vetenskapliga gärning gällde huvudsakligen trilobiter. Doktorsavhandlingen hade titeln The trilobites of the Leptæna limestone in Dalarne.
Warburg var en av Sveriges första kvinnliga paleontologer och den enda kvinnliga studenten till professor Carl Wiman. Under en period efter dennes död 1944 skötte hon informellt det administrativa arbetet vid Paleontologiska institutitonen.
Hon var korresponderande ledamot av Paleontological Society of America.